# المقطرة (مناخة)

تعديل مصدري - تعديل

المقطرة هي إحدى قرى عزلة بني برة بمديرية مناخة التابعة لمحافظة صنعاء، بلغ تعداد سكانها 66 نسمة حسب تعداد اليمن لعام 2004.